# James Slipper
James Slipper (nacido en Gold Coast el 6 de junio de 1989) es un jugador de rugby australiano que juega de pilier. Slipper actualmente es el capitán de los Queensland Reds, debutando durante la temporada de Super 14 de 2010. 
En junio de 2010 Slipper se convirtió en sustituto en la victoria de Australia sobre Inglaterra, consiguiendo su primera cap internacional. El partido se jugó en Perth. Es el jugador n.º 843 en la historia de Australia. Rápidamente se convirtió en un jugador regular para el equipo nacional, jugando los seis partidos de Australia en el Torneo de las Tres Naciones 2010.
Fue elegido para el equipo de Australia que jugó en la Copa Mundial de Rugby de 2011.  El 5 de septiembre de 2015, fue capitán de los Wallabies en su victoria 47–10 sobre los Estados Unidos en Soldier Field de Chicago, como parte de sus preparativos para la Copa del Mundo de Rugby de 2015, para la que está seleccionado.
En 2015 Slipper y los wallabies se proclaman campeones de Rugby Championship 2015 al derrotar a los All Blacks por 27-19 en el Estadio ANZ de Sídney
Es seleccionado para formar parte de la selección australiana que participa en la Copa Mundial de Rugby de 2015.